# Paris Jazz Festival
 (7 octobre 2020).
Le Paris Jazz Festival (PJF) est un festival de jazz créé en 1994 et organisé chaque année au parc floral de Paris. Il s'inscrit dans le cadre de la programmation des Festivals du Parc Floral avec Classique au Vert et Pestacles. Sa programmation est essentiellement composée d'artistes de jazz, mais s'ouvre également à d'autres formes de la musique afro-américaine (blues, soul, rhythm and blues) et aux musiques du monde.
En l’espace de deux décennies, par sa fréquentation, le Paris Jazz Festival s’est hissé au premier rang des manifestations estivales consacrées au jazz en France avec plus de 110 000 spectateurs par saison.

## Histoire
Le Paris Jazz Festival a vu le jour au printemps 1994 à l’initiative de Franck Marchal et Olivier Bastardie. À l’origine, l’ambition est de créer un festival en pleine nature, au cœur du « Central Park » parisien.
Initialement nommé À Fleur de Jazz en référence à son cadre botanique, le festival a rapidement trouvé un large public, aussi bien auprès des fans de jazz que des amateurs de nature. Il accueille dès les premières éditions de grands noms du jazz, tels que Didier Lockwood, Trilok Gurtu, Brad Mehldau, Lionel et Stéphane Belmondo, Daniel Mille ou encore Richard Bona. Rebaptisée Paris Jazz Festival en 1998, la manifestation a pris réellement son envol avec la construction d’une scène dédiée, inaugurée lors de l’édition 1999 : 
L’Espace Delta offre un espace scénique couvert capable d’accueillir 1 500 spectateurs assis, ou 5 000 spectateurs debout.
Depuis 2003, plusieurs équipes se sont succédé :
- 2003 à 2005 : François Peyratout et Reno Di Matteo (Nemo Productions)
- 2006 à 2008 : Jean-Noël Ginibre (Loop Productions) et Enzo Sayrin (Enzo Productions)
- 2009 à 2014 : Pierrette Devineau et Sebastian Danchin (CC Production)
- 2015 à 2018 : Pierrette Devineau, Sebastian Danchin et  Franck Marchal (CC Production & Comptoir du Son)
- Depuis 2019 : Émilie Houdebine (Traffix Music)

En 2019, Traffix Music prend la tête de l'ensemble des Festivals du Parc Floral qui regroupent Paris Jazz Festival, Classique au Vert et Pestacles. La direction des festivals est assurée par Emilie Houdebine et la direction artistique des festivals par Danièle Gambino. Cette nouvelle équipe poursuit son objectif de décloisonner les esthétiques musicales et de promouvoir les artistes confirmés autant que les talents émergents.

## Politique culturelle
La politique éditoriale du Paris Jazz Festival a évolué avec le temps. Après avoir longtemps accueilli les artistes de jazz en tournée estivale, elle s’est recentrée entre 2009 et 2018 sur la valorisation et le rayonnement du jazz français . Le PJF a été choisi par les Victoires du jazz en 2012 et en 2014 pour la réalisation et l’enregistrement de leur cérémonie annuelle de remise de Prix. En 2013, le Paris Jazz Festival a mis en œuvre pour la première fois au monde dans le cadre d’un festival, la Wave Field Synthesis, une technique de diffusion sonore multipoint actuellement en développement.
Le Paris Jazz Festival se déroule dans le cadre des Festivals du Parc Floral de Paris qui inclut également le festival jeune public Pestacles et le festival de musique classique Classique au Vert. Il a lieu en journée les samedis ou dimanches des mois de juin, juillet et août. Les concerts en journée ainsi que les animations musicales qui les accompagnent (ateliers, expositions, conférences, jeux…) sont accessibles gratuitement à tous les visiteurs ayant acquitté un droit d’entrée au Parc Floral.
Depuis 2011, des concerts Nocturnes s’ajoutent à ceux de l’après-midi. Entre 2012 et 2015, une seconde scène installée sur un plan d’eau, la Barge à Jazz propose également des concerts. Depuis 2012, le Paris Jazz Festival inclut dans sa programmation des créations artistiques inédites. En clôture de l’édition 2013, une partition originale de Patrice Caratini est jouée par le Caratini Jazz Ensemble pour le film muet Body and Soul (1925) du réalisateur afro-américain Oscar Micheaux.
Depuis 2019, la programmation est pensée dans le cadre global des Festivals du Parc Floral (Paris Jazz Festival, Classique au Vert, Les Pestacles, Les Nocturnes). Sur chaque édition, un artiste fait le fil rouge entre les trois esthétiques musicales : Laura Perrudin sur l'édition 2019, Ray Lema sur l'édition 2020, Paul Lay sur l'édition 2021, Marion Rampal sur l'édition 2022.

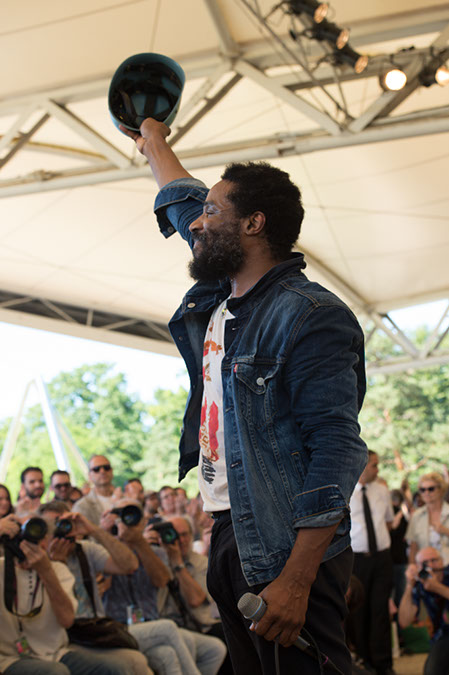
Cody Chesnutt au Paris Jazz Festival le 21 juin 2014

## Rétrospective des programmations

### Années 1990

#### 1994
- Alain Bouchet, Belmondo Big Band, Laborde Quartet, Didier Lockwood et Francis Lockwood, Les Étoiles, Stéphane Kochoyan, Meschinet Quartet, Sylvain Beuf, Vox Office, Naturel Quintet, Emmanuel Bex, Daniel Mille, Kim Parker, Verras / Barret (de) / Benita / Romano, Carl Chlosser, Daniel Humair, Certains L’aiment Chaud, Anne Ducros, Olivier Ker Ourio, Boto & Novos Tempos, Belmondo Quintet, All Stars.

#### 1995
- Didier Lockwood, Jean-Jacques Milteau, André Ceccarelli, Webetoys, Onztet de Violon Jazz, Belmondo Quintet, Rhoda Scott, Michèle Hendricks, Pierre Blanchard, Michel Pellegrino, African Project, Zoomtop Orchestra, Bireli Lagrène, Bojan Z, Lokua Kanza, Renaudin Groupe, Prysm, Jeffery Smith (en), Pan à Paname, Daniel Mille, Richard Galliano, Rosa King & Upside Down.

#### 1996
- Didier Lockwood, Palatino (Romano / Benita / Fresu / Ferris), Bex’tet, Sylvain Beuf, Simon Goubert, Eric Le Lann, Christian Escoudé, Naturel Quintet, Bertrand Renaudin, Patrick Verbeke, Barney Wilen, Belmondo Quintet, Antoine Hervé, Le POM (big band), Stefano Di Battista, Toukouleur (Claude Terranova), Daniel Mille, Stéphane Kochoyan, Julien Lourau Groove Gang, André Ceccarelli, Galliano / Humair / Jenny-Clark, Jean-Marc Jafet, Portal / Humair / Jenny-Clark, François Théberge.

#### 1997
- David Sanchez, Leon Parker, Steve Wilson (en), Didier Lockwood, Antoine Hervé, Prysm, Joey Calderazzo / Sylvain Gagnon / Jeff Watts Trio, Martial Solal, Eric Watson (en), Enrico Pieranunzi, Philippe Le Baraillec, Paolo Fresu, Antonio Hart (en), Danilo Perez, Lorraine Desmarais, Laurent de Wilde, Bireli Lagrène, Henri Texier, Stefano Di Battista, Flavio Boltro, Erik Truffaz, Enrico Rava, Aldo Romano, Louis Winsberg, Brad Mehldau.

#### 1998
- James Carter, Trilok Gurtu & The Glimpse, Brad Mehldau, Terence Blanchard, Dino Saluzzi, Marc Johnson, Mingus Big Band, Laurent de Wilde, Eddie Henderson, Michel Portal, Martial Solal, Didier Lockwood, Jack DeJohnette, Roy Haynes / John Patitucci / Danilo Perez, Kenny Garrett, Mike Stern, Helen Merrill, Aziza Mustafa Zadeh, Philip Catherine, Julien Lourau Groove Gang, Naná Vasconcelos, Daniel Humair, Romano / Sclavis / Texier, Bobo Stenson, Paul Motian Electric Be Bop Band.

#### 1999
- Milt Jackson, Dee Dee Bridgewater, Franck Avitabile, Stefano Di Battista, Elvin Jones, Steps Ahead, Carla Bley, Dianne Reeves, Donald Brown (en), Johnny Griffin, Roy Hargrove, Michel Portal, Al Foster, Ahmad Jamal, Claude Bolling.

### Années 2000

#### 2000
- Joshua Redman, Jan Garbarek, Roy Hargrove, Charles Lloyd, Tom Harrell, Benny Golson, John Scofield, Christophe Dal Sasso / Belmondo Big Band, Trilok Gurtu, Jacky Terrasson, Steve Grossman, Michel Portal & Richard Galliano, Romano / Sclavis / Texier, Didier Lockwood, Courtney Pine, Paco Séry, Ray Barretto, Sphere, Lucky Peterson, Nicholas Payton, Monk Tentet, Fred Wesley, Rodney / Turner / Heering, Elvin Jones, Liz McComb, Erik Truffaz.

#### 2001
- Claude Nougaro, Salif Keïta, Russell Malone, Cesária Évora, Olu Dara, Bugge Wesseltoft, Didier Lockwood, Marcio Faraco, Battista / Romano / Vitous, Tania Maria, Jean-Jacques Milteau, Mino Cinelu, Omara Portuondo, Art of the Quartet, Dee Dee Bridgewater, Chick Corea, Dave Brubeck, Wayne Shorter, Remember Shakti, Brecker Brothers, Laurent de Wilde, Maceo Parker.

#### 2002
- Philip Catherine, Richard Galliano & Eddy Louiss, Sylvain Luc & Stéphane Belmondo, Joe Zawinul, Giovanni Mirabassi, Kenny Garrett, Bojan Z, Julien Lourau, Olivier Temime, Autour du Blues avec Francis Cabrel & Paul Personne, Claude Barthélémy, Michel Portal / Bernard Lubat / André Minvielle, David Linx & Diederik Wissels, Romano / Sclavis / Texier, Renaud Garcia-Fons, Bireli Lagrène, Médéric Collignon, Daniel Humair, Emmanuel Bex / Glenn Ferris / Simon Goubert, Didier Lockwood & Raghunath Manet, Stefano Di Battista, Jacky Terrasson, Khalil Chahine & Olivier Ker Ourio, Charles Lloyd, Stefano Bollani, Mingus Big Band, Christian Escoudé & Eric Le Lann, Scofield / Lovano / Holland / Foster, Baptiste Trotignon, Herbie Hancock / Michael Brecker / Roy Hargrove, Esbjorn Svensson Trio, Erik Truffaz, Didier Squiban, Dee Dee Bridgewater, Sylvain Beuf, Aldo Romano, Denis Badault & Olivier Sens, NoJazz, Nathalie Loriers, Ray Barretto, Anne Ducros, Marcus Miller.

#### 2003
- Benjamin Moussay, Aldo Romano, Louis Winsberg, Belmondo « Hymne au Soleil », Toots Thielemans & Kenny Werner, Yves Robert, Louis Sclavis, Gérard Curbillon & Daniel Mille, Marcio Faraco, Strasax, Rabih Abou Khalil, Marc Ducret & Christophe Monniot, Delbecq Ambitronix, Trio Sud, Flavio Boltro, Wayne Shorter, Jean-Philippe Viret, Daniel Scannapieco, Joe Lovano & Richard Galliano, David El Malek, Dianne Reeves & Stefano Di Battista, Patrice Caratini, AJT Guitar Trio, Daniel Zimmermann / Thomas de Pourquery, Ceux Qui Marchent Debout, Bill Frisell, Susanne Abbuehl, Laurent de Wilde, Stéphane Huchard, Norbert Lucarain, Cubanismo.

#### 2004
- Xavier Richardeau, Stacey Kent, Paolo Fresu & Dhafer Youssef, Bugge Wesseltoft, Baptiste Trotignon, Enrico Rava, Jean-Michel Pilc, François Dumont d'Ayot, Kurt Elling, Mirabassi / Ferris / Boltro, André Ceccarelli, Gabor Gado Group, Erik Truffaz, Emler / Tchamitchian / Echampard, Fred Pallem & Friendz, Stephan Oliva Quintet, Vienna Art Orchestra, Pierre de Bethmann, Michael Brecker, Jason Moran, Kurt Rosenwinkel, Joshua Redman & Brad Mehldau, Como Scenario, Esbjorn Svensson Trio, Amp Fiddler, Magic Malik, Moutin Reunion Quartet, Abbey Lincoln, Bojan Z, Chris Potter, Christophe Wallemme, Orquesta Aragon.

#### 2005
- Daby Touré, Rokia Traoré, Marcia Maria, Tania Maria Viva Brasil Quartet, Laurent Coq Trio, Nguyên Lê, Alain Jean-Marie / Henri Texier / Aldo Romano, Henri Texier Strada Sextet, Olivier Temime, Django Bates Human Chain (guest: Josefine Lindstrand (en)), Guillaume de Chassy / Daniel Yvinec / André Minvielle, Brussels Jazz Orchestra ft. Philip Catherine & Bert Joris, Stefan Orins, Le Grand Orchestre de Tango de Juan José Mosalini, Las Ondas Marteles, Julien Lourau, Sara Lazarus, Steps Ahead ft. Michael Brecker, Mike Mainieri, Mike Stern, Richard Bona, Steve Smith, Pierrick Pédron, Stefano Di Battista, The Bad Plus, Brian Blade, Omar Sosa, Jimmy Bosch ft. Mercadonegro Orchestra, Elisabeth Kontomanou, Madeleine Peyroux, Eric Bibb, Terry Callier, Stéphane Belmondo, Hermeto Pascoal, Goran Kafjes, Nils Petter Molvaer.

#### 2006
- Musica Nuda, Stacey Kent, Mina Agossi, Curtis Stigers, Vinicius Cantuaria, Susheela Raman, Mario Canonge, Sixun, Jean-Philippe Viret, Avishai Cohen, Benjamin Moussay, Eric Legnini, NoJazz, Roy Hargrove RH Factor, Captain Mercier, Soul Survivors (en), Patrick Verbeke, Jean-Jacques Milteau, Kenny Wayne, Buddy Guy, Misja Fitzgerald Michel, Sangam feat. Charles Lloyd, Nicolas Genest, Tuck & Patti, Charlier-Sourisse Quartet, Sarah Morrow, Bojan Z, Kenny Garrett, Belmondo & Yusef Lateef Sextet, Ahmad Jamal, Richard Galliano, Hamilton de Holanda, Didier Lockwood.

#### 2007
- Tony & Mizikopéyi Big Band, Christophe Dal Sasso Big Band, ONJ Electrique, Hurlak, Thomas Dutronc, Boulou et Elios Ferré, Christian Escoudé, Faya Dub, Richard Bona, Tigran Hamasyan, Rabih Abou Khalil, Brice Martin, Philippe Catherine, Stéphane Guillaume, Toku, Sophie Alour, Franck Amsallem, Jef Neve, Pierre de Bethmann, Giovanni Mirabassi, Geri Allen, Ricky Ford, Dave Holland, Kurt Rosenwinkel, Conrad Herwig (en), Brian Lynch (en), Denis Colin, Diane Schuur, Robin McKelle, Joe Sample, Randy Crawford, Daniel Humair, Wynton Marsalis, Chucho Valdes, EST.

#### 2008
- Ji Mob, Erik Truffaz, Zuco 103, Caravan Palace, Oddarrang (it), Jimi Tenor & Kabu Kabu, Skakcsi Trio & Tony Lakatos (en), Tomasz Stańko, Armenia Folk Quintet, Jef Lee Johnson (de), Henri Texier, Stéphane Kochoyan, Romane, Niño Josele (en), Son of Dave, James Taylor, The New Mastersounds, Martha High (en) & Shaolin Temple Defenders, Take the Coltrane Quartet, Al Foster feat. Steve Grossman, Donald Brown (en) & Bill Mobley (en), Wallace Roney, Tumi and the Volume, Mayra Andrade, Sing for Freedom, Angélique Kidjo, Raul Midon, Dianne Reeves, SFJAZZ Collective (en), Steve Coleman, David Murray, Stefano Di Battista.

#### 2009
- Guillaume Orti, Robin Verheyen (nl), Bill Carrothers, Maria Schneider, Brussels Jazz Orchestra, Diederik Wissels, Octurn, Sam Tshabalala, Wasis Diop, Stéphane Huchard, Ablaye & the Links, Cheick Tidiane Seck, Gianluca Petrella, Rita Marcotulli, Antonello Salis, Fabrizio Bosso (it), Open Gate Trio (Bearzatti, Gouvert, Bex), Musica Nuda, Roland Tchakounté, Joe Louis Walker, Phil Reptil, Jean-Jacques Milteau, Médéric Collignon, Vienna Art Orchestra, Radio String Quartet, Jean-Christophe Cholet, Costel Nițescu (de), Bojan Z, Bireli Lagrène, Kocani Orkestar, Vincent Courtois, Alban Darche et le Gros Cube, Emile Parisien, Jean-Marie Machado, Jean-Philippe Viret, Richard Galliano avec Richard Bona, Gonzalo Rubalcaba et Clarence Penn (en), Bumcello feat. Nathalie Natiembé, Erik Truffaz feat. Christophe.

### Années 2010

#### 2010
- Jonas Knutsson (sv), Mathilde Renault, Nils Petter Molvær, Jan Garbarek, Édouard Ferlet, Airelle Besson, Fabrice Moreau, Anne Paceo, Géraldine Laurent, DAG Trio (Domancich, Avenel, Goubert), Carine Bonnefoy New Large Ensemble, Harrison Kennedy (en), N'Dambi, Amar Sundy, Eric Bibb, Das Kapital, Joachim Kühn, Hyperactive Kid, Alexander Von Schlippenbach, Aki Takase, Louis Sclavis, Andy Emler, Thomas de Pourquery, Bernard Lubat, Youn Sun Nah, Ulf Wakenius, David Linx, Maria João, Zohar Fresco (en), Hagiga, David El Malek, les élèves du Conservatoire Edward Saïd de Ramallah, Oriental Music Ensemble, Anouar Brahem, Anthony Joseph, The Z Syndicate, Sandra Nkaké, Richard Bona, Daniel Goyone, Isabelle Olivier, Christophe Monniot, Enrico Pieranunzi, Richard Galliano.

#### 2011
- Thomas Enhco, Yaron Herman, Benjamin Moussay, Bojan Z, Michel Portal, Charlier-Sourisse Quartet, Push Up, Ceux Qui Marchent Debout, Sly Johnson, Damiano / Sarzier / Risso, Fred Pallem & Le Sacre du tympan, Surnatural Orchestra, Ping Machine, Stéphane Guillaume (de), Andy Emler, Eddy Louiss, Gutbucket (en), Mighty Mo Rodgers, Daniel Mille, Trilok Gurtu, Yves Rousseau, Isabelle Olivier, Tania Maria, Youn Sun Nah, Renaud Garcia-Fons, David Murray, Harold Lopez-Nussa, Omar Sosa, Gaïa Cuatro, Ballaké Sissoko, Vincent Segal, Jean-Philippe Viret, Antoine Hervé.

#### 2012
- Daniel Humair, Jean-François Zygel, Jacques Gamblin et Laurent de Wilde Sextet, Hadouk Trio, Kornazov / Codjia / Tamisier (de), Bireli Lagrène, Enrico Rava, Airelle Besson & Nelson Veras, Ibrahim Maalouf, Musiques à Ouïr, Régis Huby & Maria-Laura Baccarini, Lisa Simone, Gregory Porter, Maceo Parker, Oxmo Puccino, Yom, Alain Jean-Marie, Leïka, Stéphane Belmondo, Laurent Dehors, Keb' Mo', Eric Legnini & Hugh Coltman, Maryse Ngalula & Jean-Rémy Guédon, Mulatu Astatke, Eric Seva, Chloé Cailleton, Edouard Ferlet, Orchestre national de jazz, Oihana, Lisa Doby, Keith B. Brown, Xavier Desandre Navarre.

#### 2013
- Mozdzer / Danielsson / Fresco, Yom, Stéphane Galland, Guillaume Perret, Céline Bonacina, Elina Duni, Malted Milk, Milteau / Galvin / Robinson / Smyth, Mouton Réunion Quartet, Manu Katché, Edmar Castañeda, Roberto Fonseca, Flora Théfaine, Trombone Shorty, Marcus Wyatt, Hugh Masekela, Quai no 5, Francesco Bearzatti, Patrice Caratini Jazz Ensemble, Big Daddy Wilson, Patrice Héral, Yilian Cañizares, Blue Gene, Pierrick Pédron, Sofie Sörman & Armel Dupas, Marcel & Solange, Mathis Haug, Kumquat, Hugues Mayot, Didier Ithursarry & Kristof Hiriart, Smadj.

#### 2014
- Colin Vallon (en), Paolo Fresu, Franck Tortiller, Didier Lockwood, Thierry Eliez, André Ceccarelli, David Enhco, Kamilya Jubran & Sarah Murcia, François Thuillier, Viret / Séva / Godard, Kyle Eastwood, Cody Chesnutt, Zalindé, Ablaye Cissoko & Volker Goetze (de), Manu Dibango, Mark Eliyahu, Bombay Offshore, Slime, Snarky Puppy, Daniel Mille & Sylvain Luc, Olivier Ker Ourio & L’Orkès Péï, Sébastien Boisseau & Matthieu Donarier, Pierre de Bethmann, Marc Ducret, Théo Ceccaldi, Didier Levallet, Tigran Hamasyan, Debademba, Mondogift, Faada Freddy, Fatoumata Diawara & Roberto Fonseca, Ensemble Art Sonic, Jean-Charles Richard, Émile Parisien & Vincent Peirani, Joshua Redman.

#### 2019
- Mathias Lévy, Yazz Ahmed, Csaba Palotaï, Freaks, Julien Lourau and the groove retrievers, Leïla Martial, Limousine, Yann Cléry, Liniker e os Caramelows, Duo Airelle Besson et Vincent Ségal, Judi Jackson, Anne O'Aro, Jowee Omicil (en), Nosax Noclar, Laura Perrudin, Youn Sun Nah, Anne Paceo, Cimafunk (en), Orquesta Akokán, Chassol, Yaron Herman

### Années 2020

#### 2020
- NEC+ (Étienne MBappé, Nicolas Viccaro, Christophe Cravero), Obradovic - Tixier Duo (David Tixier et Lada Obradovic), Laurent Bardainne, Céline Bonacina, Sophie Alour, Ray Lema

#### 2021
- Naïssam Jalal & Rhythms of Resistance, Rita Payes & Elisabeth Roma, Louise Jallu, Le Cri du Caire & Médéric Collignon, Tigran Hamasyan, Rouge, Emile Parisien Quartet, Paul Lay trio, Leyla McCalla, Koki Nakano, Création Constellations, Parking, Ignacio Maria Gomez Trio, Noir Lac & L'Ensemble Sequenza 9.3, Benjamin Sanz directions, Moses Boyd (en), Faraj Suleiman trio, Hypnotic Brass Ensemble.

#### 2022
- Ana Carla Maza, Yissy García y Bandancha, Thomas de Pourquery & Supersonic, Noé Clerc Trio, Ambrose Akinmusire, Shai Maestro quartet, Glowing Life (Sylvaine Hélary), Sons of Kemet, Marion Rampal, Cécile McLorin Salvant, Chelsea Carmichael (de), Rhoda Scott & Ladies All Star, Sélène Saint-Aimé septet, Brad Mehldau & Ian Bostridge, Yom (clarinettiste) & Léo Jassef, Agogo, Neue Graphik Ensemble, Nout, Florian Pelissier Quintet, Coccolite, SEED Ensemble (en), Muriel Grossmann quartet, Anthony Joseph septet.

#### 2023
- Alabaster DePlume, Alina Bzhezhinskan feat Toni Kofi, Allysha Joy, Camilla George Quintet, Daïda, Red desert Orchestra (Eve Risser, Haléïs, Louis Matute Large Ensemble, Mieko Miyazaki & Franck Wolf, Roni Kaspi, Takuya Koruda[5].

2024
- Antoine Berjeaut, Macha Gharibian invite Linda Olah et Léa Maria Fries, Aldorande, Léon Phal, Charlotte Planchou, Jeanne Michard, le collectif Poetic Ways (avec Célia Kaméni, Raphaël Imbert, Pierre-François Blanchard, Anne Paceo, Pierre Fénichel), Petite Lucette, Vincent Peirani.